# مقتل سعد محمد يوسف الأطرش
سعد محمد يوسف الأطرش كان فلسطينياً يبلغ من العمر 19 عامًا قُتل برصاص جنود الاحتلال في 26 أكتوبر / تشرين الأول 2015 عند حاجز في البلدة القديمة في الخليل بالقرب من المسجد الإبراهيمي في الضفة الغربية. ووفقًا لمنظمة العفو الدولية، فقد كان أحد ضحايا عمليات القتل خارج نطاق القضاء الإسرائيلية خلال الاضطرابات الفلسطينية 2015-2016. وذكر الجيش الإسرائيلي أنه هاجم جنوداً إسرائيليين وأصيب بالرصاص أثناء الهجوم.

## القتل
وبحسب المقابلة التي أجرتها والدته، فقد ترك هاتفه وبطاقة هويته في المنزل وبعد خمسة عشر دقيقة أصبح «شهيداً».

وبحسب تقرير منظمة العفو الدولية، الذي يستند إلى شهادات شهود، فقد تم تنفيذ عملية القتل على النحو التالي. في 26 أكتوبر / تشرين الأول حاول الأطرش استرجاع بطاقة هوية إلى جندي إسرائيلي بناء على طلب نقطة تفتيش. عندما مد يده إلى جيبه لأخذ بطاقته، أطلق جندي آخر يقف خلفه النار على جانبه الأيمن. ثم أطلق عليه النار ست أو سبع مرات. نزف بغزارة وهو ملقى على الأرض لمدة 40 دقيقة بينما الجنود لم يقدموا العلاج الطبي. الشاهدة التي شاهدت الموقف من شرفتها أفادت أيضًا برؤية جنود يحضرون سكينًا ويضعونها في يد الأطرش المحتضر. وبحسب الشاهد:
«ثم وضعوه على نقالة ودفعوه باتجاه سيارة إسعاف لكنهم لم يضعوه فيها. بحلول هذا الوقت بدا أصفر للغاية واعتقدت أنه مات في تلك المرحلة. وظل أمام سيارة الإسعاف لمدة 20 دقيقة أخرى قبل أن يوضع بداخلها ويأخذ بعيدًا.»
وبحسب الناطق العسكري الإسرائيلي:
«أحبط هجوم في الخليل عندما حاول فلسطيني طعن جندي. واستجابة لخطر وشيك، أطلقت قوات (الجيش) التابعة للجيش الإسرائيلي في الموقع النار على الجاني،»
وظهر مقطع فيديو يظهر الأطرش مجروحا بعد القتل. ويمكن سماع أحد السكان في مقطع الفيديو وهو يصرخ للجنود «على الأقل خذوه إلى سيارة إسعاف.» يُظهر الفيديو لاحقًا إطلاق الغاز المسيل للدموع.
وبحسب متحدث عسكري إسرائيلي، توفي الأطرش وهو في طريقه إلى مستشفى شعاري تسيديك في القدس.
في أكتوبر، بدأت إسرائيل في حجب جثث المهاجمين المشتبه بهم كتكتيك يهدف إلى قمع العنف. لذلك لم تعقد جنازة الأطرش حتى 2 يناير / كانون الثاني 2016 عندما أعادت السلطات الإسرائيلية جثمانه.

## سكين على الفيسبوك
في 2 ديسمبر / كانون الأول 2015، نشر الصحفي الإسرائيلي بن درور يميني مقال رأي في ynetnews اتهم فيه منظمة العفو الدولية بأن لديها «أجندة مناهضة لإسرائيل». وذكر أن الأطرش نشر صورة لنفسه وهو يحمل سكينًا ينزف دمًا على فيسبوك قبل عدة أيام من مقتله وزعم أن منظمة العفو قد حذفت ذلك عن عمد. وردت منظمة العفو بـ:
واضاف «الصورة على فيسبوك لا تغير من ظروف وفاة الاطرش. وبحسب تقييمنا المبني على شهادة، لم يشكل تهديداً مباشراً يهدد الحيات عندما أُطلق عليه الرصاص بشكل متكرر. في أي مناسبة. حتى لو تم إطلاق النار عليه لأن الجنود اعتقدوا أنه يشكل تهديداً قاتلاً، فلا ينبغي تركه ينزف لمدة 40 دقيقة.»

## استجابات
في 17 فبراير 2016، كتب تسعة من أعضاء الكونجرس والسيناتور الأمريكي باتريك ليهي رسالة إلى وزارة الخارجية الأمريكية يستفسرون فيها عن «مزاعم محددة بوقوع انتهاكات جسيمة لحقوق الإنسان» من قبل قوات الأمن المصرية والإسرائيلية. أراد الموقعون على الرسالة من وزارة الخارجية التحقيق فيما إذا كان مقتل الأطرش من بين آخرين، يشكل انتهاكًا لحقوق الإنسان. وقال رئيس الوزراء الإسرائيلي بنيامين نتنياهو رداً على الرسالة إن «جنود الجيش الإسرائيلي وضباط الشرطة الإسرائيلية يحمون بأجسادهم بطريقة أخلاقية، أنفسهم والمدنيين الأبرياء من الإرهابيين المتعطشين للدماء الذين يقتلونهم.»

## روابط خارجية
- هل كان كل الفلسطينيين الذين قتلوا في الخليل مؤخرًا يشكلون تهديدًا حقيقيًا للجنود؟، 14 نوفمبر 2015. أميرة حاس. هآرتس.
- مقتل فلسطيني بالرصاص بعد محاولته المزعومة طعن جندي إسرائيلي، 26 أكتوبر، 2015. ميدل ايست اي ، يوتيوب.
- 29 أكتوبر 2015 - العدوان العسكري الإسرائيلي على الشعب الفلسطيني، 30 أكتوبر 2015. رياض منصور، السفير والمراقب الدائم لدولة فلسطين لدى الأمم المتحدة.
- أجندة مناهضة لإسرائيل متنكرة في صورة حقوق إنسان، 2 ديسمبر، 2015. بن درور يمني. ynetnews.